# 岷山银莲花
岷山银莲花（学名：Anemone rockii）是毛茛科银莲花属的植物，为中国的特有植物。分布于中国大陆的甘肃、四川等地，生长于海拔3,400米至4,000米的地区，多生长在山地草坡，目前尚未由人工引种栽培。

## 异名
- Anemone rockii Ulbr. var. multicaulis W. T. Wang
- Anemone rockii Ulbr. var. pilocarpa W. T. Wang